# Боровой, Тимофей Степанович
Тимофей Степанович Боровой (22 января 1888 — 11 апреля 1923) — русский военный лётчик, герой Первой мировой войны, полный Георгиевский кавалер.

## Военная служба
Поступил на воинскую службу рядовым в лейб-гвардии Саперный батальон 10 декабря 1909 г. С 9 апреля 1910 г. — сапер.
После окончания Офицерской воздухоплавательной школы Боровой был направлен в 18-й корпусной авиационный отряд Императорского военно-воздушного флота России. Служил в отряде с 26 августа 1913 г.
21 августа 1914 г. Т. Боровому было присвоено звание подпрапорщика. Участник Первой мировой войны.
Приказом по армиям Юго-Западного фронта № 1334 от 2 октября 1915 г. «за производство воздушных разведок под сильным ружейным, артиллерийским и пулеметным огнём противника» ему было присвоено звание прапорщика. (Производство утверждено ВП от 24.03.1916 г.)
Звание «Военный летчик» присвоено 4 апреля 1916 г.
Как было отмечено в приказе от 13 октября 1916 г. о награждении Т. Борового Георгиевским оружием (Золотым оружием «За храбрость»):

«за то, что в период боев с 15-го по 25-е июня 1916 г. на фронте 46-го армейского корпуса, неоднократно совершая полеты с наблюдателем, подпоручиком Кузьминским, при исключительной опасности, в глубоком тылу противника, добывал ценные сведения о передвижениях и перегруппировках врага, фотографировал его расположение, оказывая этими разведками самое существенное влияние на благоприятный исход всей операции корпуса; 20-го июня в районе стан. Полицы, после боя с ушедшим обратно и не успевшим произвести разведку сильным немецким аппаратом, сделал снимки линии укреплений врага в районе д. Костюхновка-Галузия и высоты „87“, передовых и тыловых окопов, чем много способствовал успеху наступления, корпуса и прорыву в этом месте фронта австрийцев»
.
С августа по октябрь 1917 г. проходил службу обучающим офицером-инструктором Офицерской воздухоплавательной школы Отдела Воздушного флота.
Осенью 1918 вместе со штабс-капитаном Н. А. Бафталовским осуществил перелет из занятого «красными» Харькова в расположение частей Добровольческой армии.
Участник гражданской войны.
Служил военным летчиком 2-го авиационного отряда Крымско-Азовской добровольческой армии генерала А. А. Боровского.
18 февраля 1919 г. участвовал в бомбардировке села Михайловка. С 24 февраля 1919 г. по 28 февраля 1919 г. осуществлял связь при отряде генерала Тилло с отрядом полковника Михайлова.
Во время проведения операции вблизи г. Ново-Дмитриевка, 8 марта 1919 г. из-за несправности двигателя, самолет Борового потерпел аварию. Пилот выжил.
В конце июня 1920 вместе с поручиком Г. Ф. Фомагиным был назначен исполняющим обязанности руководителя Военной авиационной школы Русской армии П. Н. Врангеля.
Вместе с частями армии Врангеля в середине ноября 1920 был эвакуирован из Крыма в Турцию.
11 апреля 1923 умер в санатории «Златар» (Хорватия), где лечился от туберкулеза.

## Награды
Георгиевские кресты:
- 4-й ст. № 48198 — Приказом по 18-му армейскому корпусу № 120 от 08.11.1914 г. «за производство воздушных разведок 20, 25, 26 и 28 августа 1914 г.»
- 3-й ст. № 21399 — Приказом по 18-му армейскому корпусу № 86 а от 21.04.1915 г. «за производство воздушных разведок под огнём противника в период с 8-го сентября 1914 г. по 1-е января 1915 г.»
- 2-й ст. № 2937 — Приказом по 18-му армейскому корпусу № 140 а от 05.07.1915 г. «за производство воздушных разведок с 13-го по 28-е мая 1915 г.»
- 1-й ст. № 1330 — Приказом по 18-му армейскому корпусу № 196 от 06.08.1915 г. «за производство воздушных разведок»
- Георгиевская медаль 4-й ст. № 2144 — Приказом по 18-му армейскому корпусу № 120 от 08.11.1914 г. «за отличия в боях с австрийцами с 7-го по 26-е августа 1914 г.»
- Орден Св. Станислава 2-й ст. с мечами — Приказом по 3-й армии № 2251 от 14.03.1917 г.
- Орден Св. Станислава 3-й ст. с мечами и бантом — ПАФ от 01.06.1917 г. «за период боев с 01 июня по 31 декабря 1915 г.»
- Орден Св. Анны 4-й ст. с надписью «За храбрость» — ПАФ от 01.06.1917 г. «за обеспечение воздушной охраны Императорского поезда».
- Георгиевское оружие — ВП от 13.10.1916 г.